# North Carolina Fusion U23
O North Carolina Fusion U23, anteriormente chamado de Carolina Dynamo, é um clube de futebol da cidade de Greensboro, Carolina do Norte, Estados Unidos. Fundado em 1993, disputa atualmente a Premier Development League.

## História
Fundado como Greensboro Dynamo e renomeado para o nome atual em 1996, é uma das mais tradicionais franquias da PDL. O clube é de propriedade do empresário Neil Macpherson, e possui parceria com o clube inglês Nottingham Forest.

## Estatísticas

### Participações
|  | Participações em 2020 |

| Competição     | Competição               | Temporadas | Melhor campanha    | Estreia | Última | P | R |
| Estados Unidos | Lamar Hunt U.S. Open Cup | 13         | Quarta Fase (2006) | 1996    | 2020   |   | – |